# Орсениго
Орсениго (итал. Orsenigo) — коммуна в Италии, располагается в регионе Ломбардия, подчиняется административному центру Комо.
Население составляет 2340 человек, плотность населения составляет 520 чел./км². Занимает площадь 4,5 км². Почтовый индекс — 22030. Телефонный код — 031.
Покровителем коммуны почитается святитель Мартин Турский, празднование 11 ноября.